# Sonny Jurgensen
Pro Football Hall of Fame 1983
(en) Statistiques sur pro-football-reference
Christian Adolph « Sonny » Jurgensen III, né le 23 août 1934 à Wilmington, est un joueur américain de football américain ayant évolué au poste de quarterback.